# Chaetura martinica
Chaetura martinica là một loài chim trong họ Apodidae.